# Purkače
Purkače so naselje v Občini Velike Lašče.